# 王力反思录
《王力反思录》，王力著，2001年出版，2013年再版。在此之前，1993年，香港牛津大学出版社出版了王力的回忆录《现场历史——文化大革命纪事》。

## 评论
- 丁东：“其突出价值在于独家披露了中共高层的许多鲜为人知的内幕”，“他的书对于后人了解当时中央高层的决策过程和决策机制有极大的帮助。这些决策过程，在当时是秘而不宣的。”[1]
- 王力之子王鲁军：“当我拿到这部书时，不由感慨万分，热泪盈眶，因为父亲‘要留清白在人间’的愿望终于迈出了艰难的第一步。”[2]
- 韩钢：“《王力反思录》只能是做一个参考，要是完全以他的书做历史依据，那就上当了。”[3]
- 戚本禹：“我在王力的《反思录》中，却看到他不少罔顾历史事实，刻意去迎合邓小平之需要的地方。”“谈到王力的《反思录》对文革的全面否定，尤其是他对邓小平的阿谀奉承，关锋气愤填膺，大骂他是叛徙，无耻、造谣。他在《王力反思录》上写满了痛斥王力的批语。”[4]
- 阎长贵、王广宇：“披露了若干重要史实和情节”，存在“若干错讹（包括记忆错误）和值得商榷的问题”，“但我们认为瑕不掩瑜，即不影响《王力反思录》的价值和意义。”[5]